# Nudechinus darnleyensis
Nudechinus darnleyensis is een zee-egel uit de familie Toxopneustidae.
De wetenschappelijke naam van de soort werd in 1878 gepubliceerd door Julian Edmund Tenison-Woods.